# Shawn Thornton
Shawn Thornton (* 23. Juli 1977 in Oshawa, Ontario) ist ein ehemaliger kanadischer Eishockeyspieler und derzeitiger -funktionär. Der Flügelstürmer absolvierte 810 Spiele in der National Hockey League für die Chicago Blackhawks, Anaheim Ducks, Boston Bruins und Florida Panthers. Als klassischer Enforcer gewann Thornton in den Jahren 2007 mit Anaheim sowie 2011 mit Boston den Stanley Cup. Nach dem Ende seiner aktiven Karriere wechselte er ins Management der Florida Panthers.

## Karriere

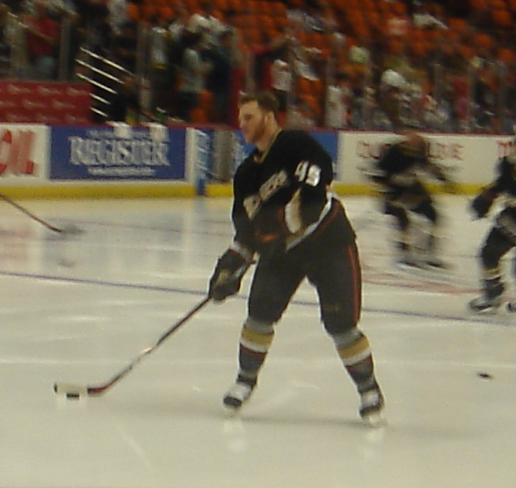
Thornton beim Warm-up

Der 1,85 m große Flügelstürmer begann seine Profikarriere bei den Peterborough Petes in der kanadischen Juniorenliga OHL, bevor er beim NHL Entry Draft 1997 als 190. in der siebten Runde von den Toronto Maple Leafs ausgewählt (gedraftet) wurde.
Schon in der kommenden Spielzeit setzten die Maple Leafs den Rechtsschützen bei ihren Farmteam, den St. John’s Maple Leafs, in der American Hockey League ein, ohne ihn jedoch in den nächsten vier Jahren in der NHL einzusetzen. Am 30. September 2001 wurde Thornton schließlich im Tausch gegen Marty Wilford zu den Chicago Blackhawks transferiert, für die er in der Saison 2002/03 erste Einsätze in der höchsten nordamerikanischen Profiliga absolvierte. Da der Kanadier jedoch auch in Chicago meistens in der AHL spielen musste, wurde er im Juli 2006 als Free Agent von den Anaheim Ducks verpflichtet, bei denen er sich erstmals in einen NHL-Stammkader spielen konnte.
Mit den Ducks gewann Thornton 2007 den Stanley Cup und damit die nordamerikanische Eishockeymeisterschaft, dennoch wurde er zur Saison 2007/08 an die Boston Bruins abgegeben. Mit diesen gewann er in der Spielzeit 2010/11 seinen zweiten Stanley Cup.
Nach sieben Jahren in Boston erhielt der Angreifer nach der Saison 2013/14 keinen neuen Vertrag bei den Bruins, sodass er sich im Juli 2014 als Free Agent den Florida Panthers anschloss. Dort war er drei weitere Spielzeiten aktiv, bevor er seine Spielerkarriere nach der Saison 2016/17 für beendet erklärte. Darüber hinaus sollte er in naher Zukunft in das Management der Panthers wechseln, was am 1. Juni 2017 geschah, als er als neuer Vice President of Business Operations der Panthers vorgestellt wurde.

## Erfolge und Auszeichnungen
- 1996 J.-Ross-Robertson-Cup-Gewinn mit den Peterborough Petes
- 2007 Stanley-Cup-Gewinn mit den Anaheim Ducks
- 2011 Stanley-Cup-Gewinn mit den Boston Bruins

## Karrierestatistik
(Legende zur Spielerstatistik: Sp oder GP = absolvierte Spiele; T oder G = erzielte Tore; V oder A = erzielte Assists; Pkt oder Pts = erzielte Scorerpunkte; SM oder PIM = erhaltene Strafminuten; +/− = Plus/Minus-Bilanz; PP = erzielte Überzahltore; SH = erzielte Unterzahltore; GW = erzielte Siegtore; 1 Play-downs/Relegation; Kursiv: Statistik nicht vollständig)